# Bornholm Rundt (Radweg)
Bornholm Rundt ist eine nationale dänische Radroute (N 10), die die gesamte Insel Bornholm umrundet. Die Route hat eine offizielle Länge von 105 km und ist damit die kürzeste der nationalen Fahrradrouten Dänemarks. Damit ist Bornholm Rundt auch der einzige nationale Radweg, der aus einer Rundtour innerhalb derselben Gemeinde besteht. Im Unterschied zu den anderen dänischen nationalen Fahrradrouten haben die Markierungsschilder dieser Strecke einen grünen anstelle des sonst üblichen blauen Hintergrunds.

## Verlauf

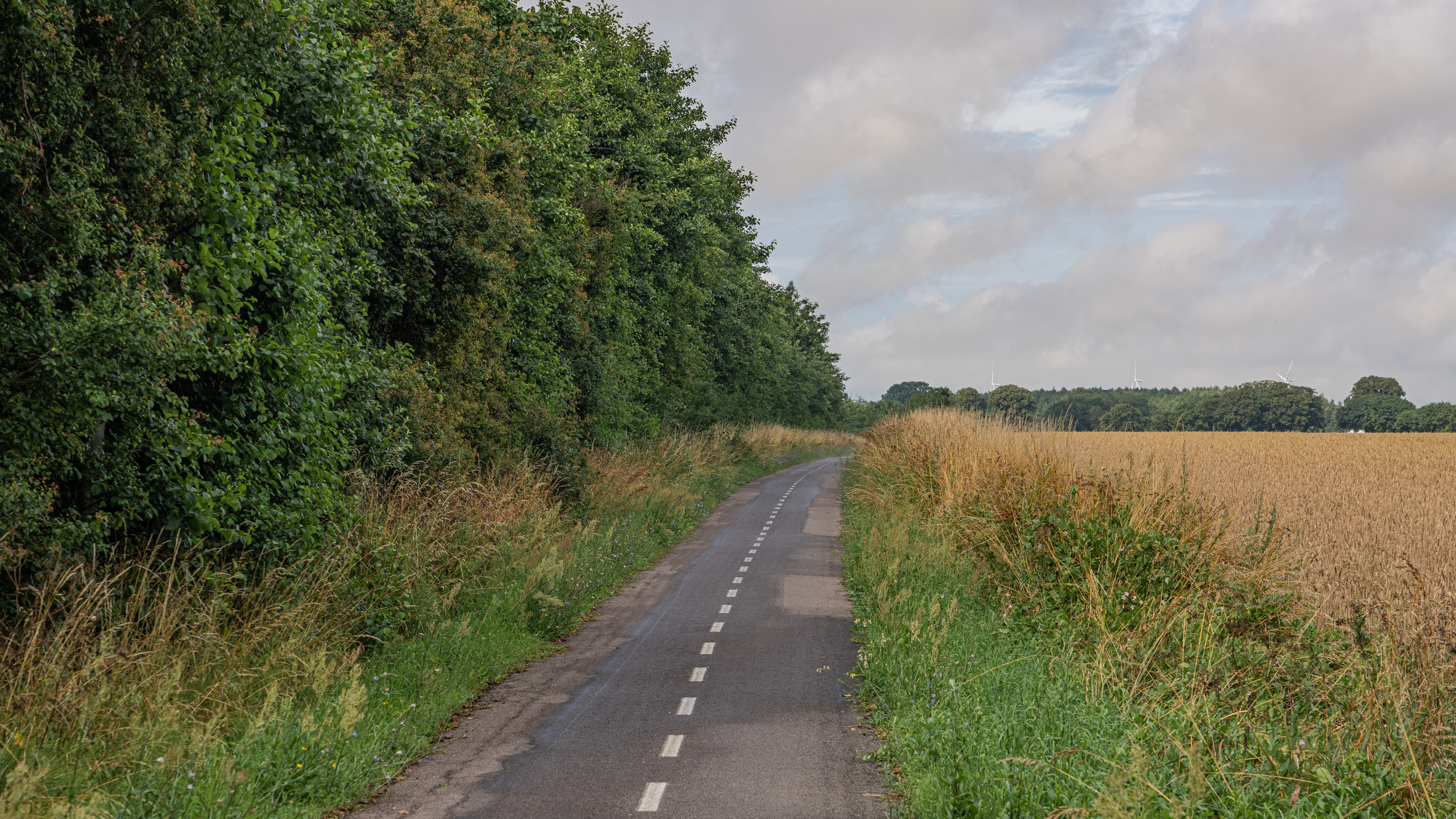
Die Bornholm Rundt auf einer ehemaligen Bahnstrecke bei Rønne

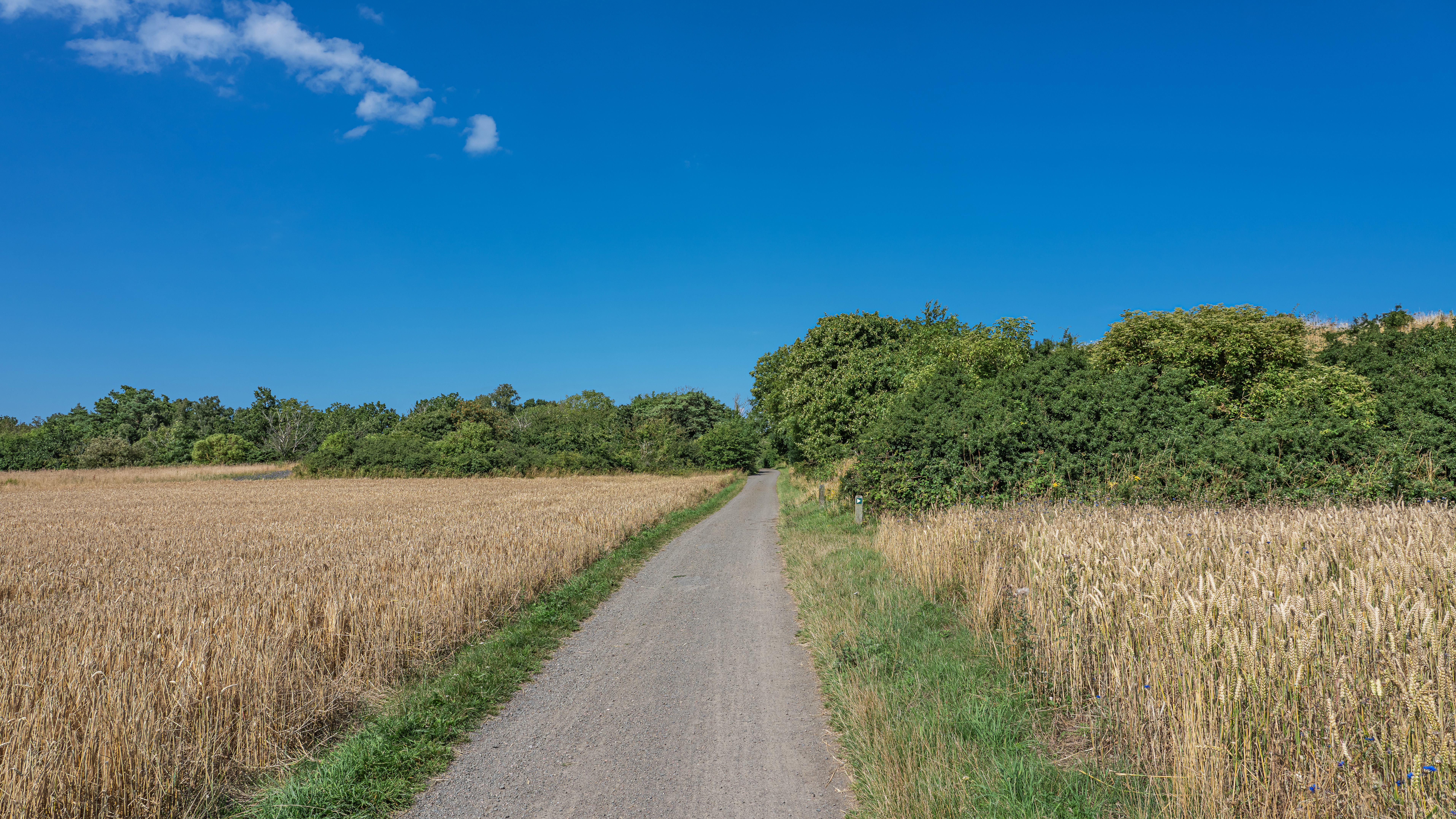
Die Bornholm Rundt als Feldweg bei Vang

Die Radroute führt im Uhrzeigersinn, beginnend in Rønne, zunächst an Hasle, Allinge und Sandvig vorbei. Kurz bevor Letzteres erreicht wird, ist ein Abstecher zur Hammershus-Ruine möglich – der größten Burgruine Nordeuropas.  Der Abschnitt enthält einige der steilsten Anstiege Bornholms, weshalb an einigen Stellen Treppen am Radweg gebaut wurden.
Auch auf dem nächsten Abschnitt der Radroute entlang der Nordostküste Bornholms gibt es einige Anstiege. Er führt an einigen der größten Sehenswürdigkeiten der Insel vorbei, wie den Klippen von Helligdommen und dem Bornholmer Kunstmuseum. Etwa auf halber Strecke entlang der Küste führt die Radroute durch Gudhjem, das von der örtlichen Tourismusorganisation als „Dänemarks einzige Bergstadt“ bezeichnet wird.
Nach Svaneke am nordöstlichen Ende der Insel führt die Radroute 10 weiter nach Süden in Richtung Nexø und dann nach Dueodde, Bornholms bekanntestem Badestrand. Auf dem letzten Stück zurück in Richtung Rønne entlang der Südküste der Insel verläuft die Route durch fast völlig flaches Ackerland am Flughafen Bornholm vorbei.

## Sonstiges
2019 wurde der Nationale Radweg 10 in das europäische Fernradwegnetz EuroVelo aufgenommen. Die Runde auf Bornholm ist somit nun Teil von EuroVelo 10 (Ostseeroute).

## Karte
- Dänemark. Kopenhagen. Seeland. (= ADFC Radtourenkarte. Blatt DK3). 2. Auflage. BVA BikeMedia, Bielefeld 2023, ISBN 978-3-96990-161-8. (Maßstab 1:150.000, enthält auch Bornholm)